# Schloss Oberpullendorf

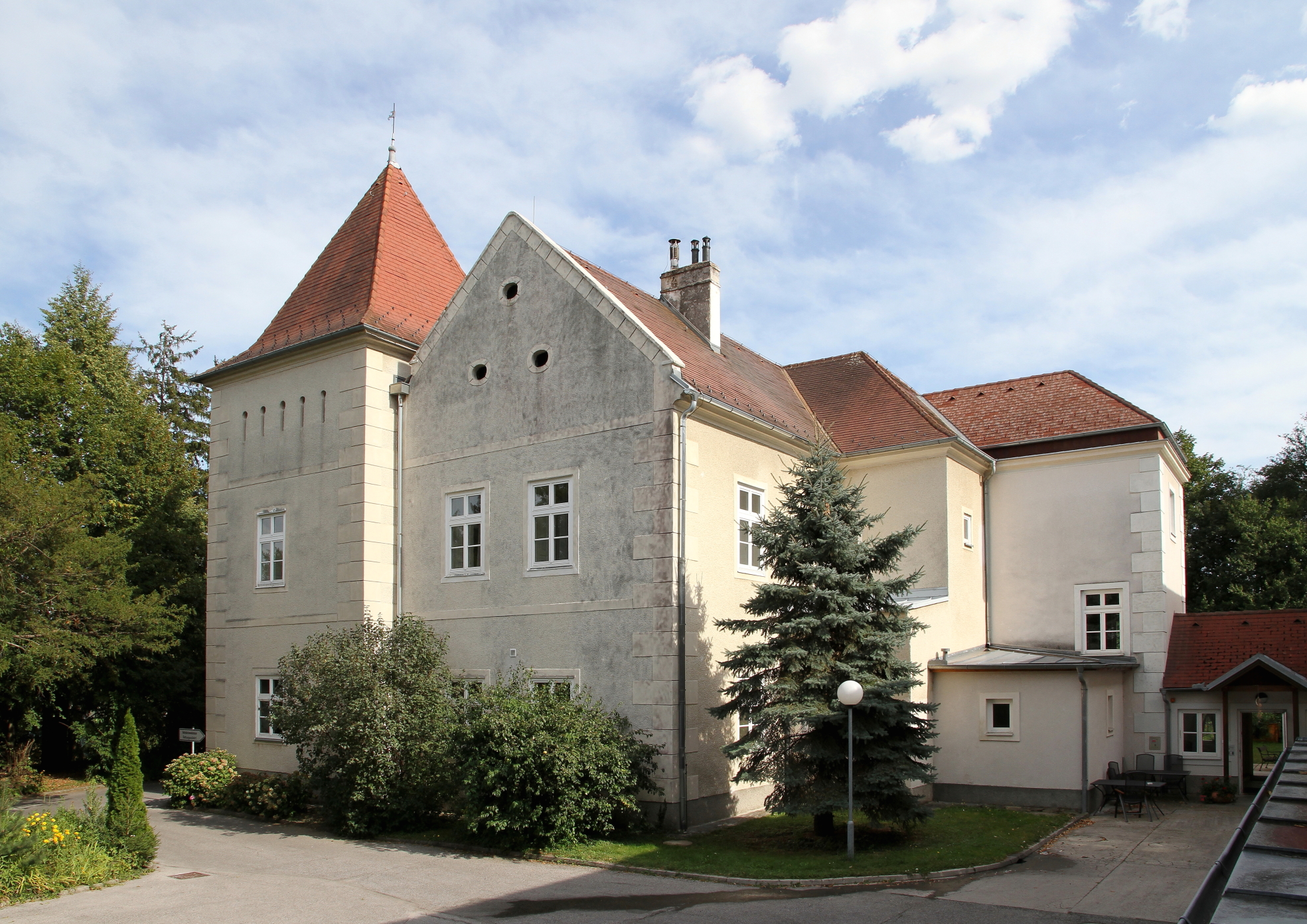
Ehemaliges Schloss Rohonczy (2012)

Das Schloss Oberpullendorf (auch als Rohonczy-Schloss bekannt) befindet sich im Ortsgebiet von Oberpullendorf im österreichischen Bundesland Burgenland.

## Geschichte
Mangels einschlägiger Literatur lässt sich nicht genau bestimmen, wann das Schloss erbaut wurde. Vermutlich stammt der Bau aus dem Mittelalter, da noch Mauerreste von 150 cm Dicke vorhanden sind. Im 17. Jahrhundert wurde es auf einem hakenförmigen Grundriss neu gebaut. Im 18. Jahrhundert wurde der Bau als Gasthof verwendet. Ab dieser Zeit wurde er als Schloss Rohonczy bekannt. Später erwarb die Familie Niczky aus Nebersdorf das Schloss und ließ es kastellartig ausbauen. Erneut restauriert wurde es 1880 im Stil des Historismus. Im 20. Jahrhundert erwarb die Burgenländische Landwirtschaftskammer das Schloss und brachte für kurze Zeit eine landwirtschaftliche Fachschule für Mädchen darin unter. Ende der 1980er Jahre erwarb die Diözese Eisenstadt das Gebäude. Das Schloss beherbergt heute das Haus St. Stephan, ein Bildungs- und Jugendzentrum.